# Ogni bravo ragazzo merita un favore
Ogni bravo ragazzo merita un favore (Every Good Boy Deserves Favour) è un'opera teatrale del drammaturgo britannico Tom Stoppard, portata al debutto a Londra nel 1977. Il dramma esplora il modo in cui nella Russia sovietica la dissidenza politica venisse considerata alla stregua di una malattia mentale e curata come tale. Il titolo originale in inglese è un trucco mnemonico usato dagli studenti di musica anglofoni per memorizzare la chiave di sol ("Every Good Boy Deserves Favour"). La pièce prevede un cast di sei attori ma anche la presenza di un'orchestra, che svolge un ruolo integrale nello svolgimento della trama.

## Trama
Alexander Ivanov viene internato in un ospedale psichiatrico per la sua dissidenza politica, costretto a rimandere nell'istituto finché non ammetterà che le sue affermazioni contro il governo fossero causate da un (inesistente) disturbo mentale. Nell'ospedale, Alexander Ivanov condivide la stanza con un vero malato mentale, lo schizofrenico Ivanov, che crede di condurre un'orchestra sinfonica. Durante la sua permanenza in ospedale, Alexander riceve la visita di un dottore e di un colonnello del KGB, che tentano di convincerlo a cambiare opinione. Intanto, a scuola, un insegnante cerca di convincere Sacha, il figlio di Alexander Ivanon, della malattia del padre.

## Storia degli allestimenti
Ogni bravo ragazzo merita un favore ha fatto il suo debutto mondiale in occasione del Giubileo d'argento di Elisabetta II del Regno Unito, in scena alla Royal Festival Hall in una produzione della Royal Shakespeare Company diretta da Trevor Nunn. Il cast comprendeva Ian McKellen (Alexander Ivanov), John Wood (Ivanov) e Patrick Stewart (Dottore), con André Previn che scrisse la colonna sonora e diresse personalmente l'Orchestra Sinfonica di Londra. L'anno successivo la pièce fu riproposta a Londra, al Wembley Conference Centre, co-diretta da Nunn e Roger Bamford. Previn tornò a dirigere l'orchestra e il cast annoverava: Ian McKellen (Alexander Ivanov), Ben Kingsley (Ivanov), Frank Windsor (Dottore), John Woodvine (Colonnello), Barbara Leigh Hunt (Insegnante) e James Harris e James Pickering che si alternavano nel ruolo di Sacha. La produzione fu prodotta dalla BBC, che la trasmise in televisione. In seguito al successo della produzione della BBC, l'allestimento fu riproposto al Mermaid Theatre del West End londinese. Per l'occasione, Woodvine fu promosso al ruolo principale di Alexander Ivanov e Ian McDiarmid assunse la parte di Ivanov.
Nel luglio e nell'agosto 1979 la Metropolitan Opera mise in scena Ogni bravo ragazzo merita un favore con René Auberjonois (Ivanov) ed Eli Wallach (Alexander Ivanov). Nel 1992 la pièce andò in tournée negli Stati Uniti con un cast composto da Patrick Stewart, Gates McFadden, Jonathan Frakes, Brent Spiner e Colm Meaney. Nel 2002 Previn riorchestrò la partitura per rendere possibili produzioni in scala minore. La prima ad avvalersi dei nuovi arrangiamenti fu Filadelfia, che nello stesso anno mise in scena l'opera con l'Orchestra di Filadelfia. Nel 2008 fu riproposta a Chautauqua con la Chautauqua Symphony Orchestra, Brian Murray (Ivanov) e Michael Emerson (Alexander Ivanov). Nel 2009 Ogni bravo ragazzo merita un favore va in scena al Royal National Theatre di Londra con Toby Jones, Joseph Millson e Dan Stevens, in collaborazione con la Southbank Sinfonia. Nel 2011 un nuovo allestimento viene presentato alla Carnegie Hall con la Toledo Symphony Orchestra.